# 벨 OH-58 카이오와
벨 OH-58 카이오와(영어: Bell OH-58 Kiowa)는 싱글 엔진, 싱글 로터의 관측용, 공익용, 공격지원용 군용 헬리콥터 중 하나이다. 벨 헬리콥터는 OH-58을 미 육군을 위해서 206A 제트레인저 헬리콥터에 기반을 두고 제조하였다. OH-58은 1969년까지 계속해서 미 육군에서 활동하였다.
마지막 모델인 OH-58D 카이오와 워리어(OH-58D Kiowa Warrior)는 미국 육군의 무장 정찰 임무에 주로 사용되었다.

## 한국
2013년 주한미군은 카이오와 30대를 재배치하였다. 2008년 철수 이래 5년 만에 재배치했다.
한국 육군의 대전차 공격헬기는 1톤 경공격헬기인 500MD와 5톤 대형공격헬기인 AH-1 코브라로 구성되어 있다. 미국은 1톤 카이오와 경공격헬기와 5톤 중형공격헬기인 AH-1 코브라를 사용하다가, 대형인 10톤 AH-64 아파치를 도입했다. 한국 육군도 미국 육군을 따라 최근 구형 코브라를 퇴역시키고  아파치 가디언 36대를 도입하기로 2013년 4월 17일 결정했다.
원래 도입초기의 OH-58A는 1톤이었으나, 개량된 OH-58D는 2톤이었다. 2006년 미국은 카이오와 대체 사업에, 미국 업체가 아닌 유로콥터 EC145를 유로콥터 UH-72 라코타로 채택했다. 카이오와 초기형이 1.5톤, 후기형이 2.5톤인데 비해, 라코타는 3.5톤이다.
한국 육군도 미국의 카이오와 교체사업 처럼, 낡은 500MD 교체사업을 추진중이다. 육군의 헬기는 크게 6가지로 나뉜다. 크게 공격과 기동으로 분류하여 그 안에서도 각각 소형, 중형, 대형으로 다시 나뉘며, 소형 공격은 맥도웰 더글러스 500 (통상 500MD)로, 노후기종이나 아직 대체 헬기가 결정되지 않았다. 중형 공격은 벨 사의 AH-1S 코브라, 대형 공격은 미분류되다가 보잉/맥도웰 더글러스의 AH-64E 아파치 가디언의 도입이 확정되었다. 기동헬기는 이미 지나치게 노후화된 벨 사의 UH-1H 휴이를 한국항공우주산업 KAI가 개발한 KUH-1 수리온으로 대체되고 있다. 중형기동헬기와 대형 기동헬기는 각각 시코르스키 사의 UH-60P 블랙호크와 보잉 사의 CH-47 치누크를 운용하고 있다.
북한도 1톤 경공격헬기인 500MD를 1980년대 서독에서 60여대를 도입했으며, 1990년대 러시아제 10톤 대형 공격헬기인 Mi-28 50여대를 보유하고 있다. 500MD는 이미 도태되었다고도 알려져 있다. 후속기종을 무엇으로 했는지는 알려지지 않았다.

## 운용국

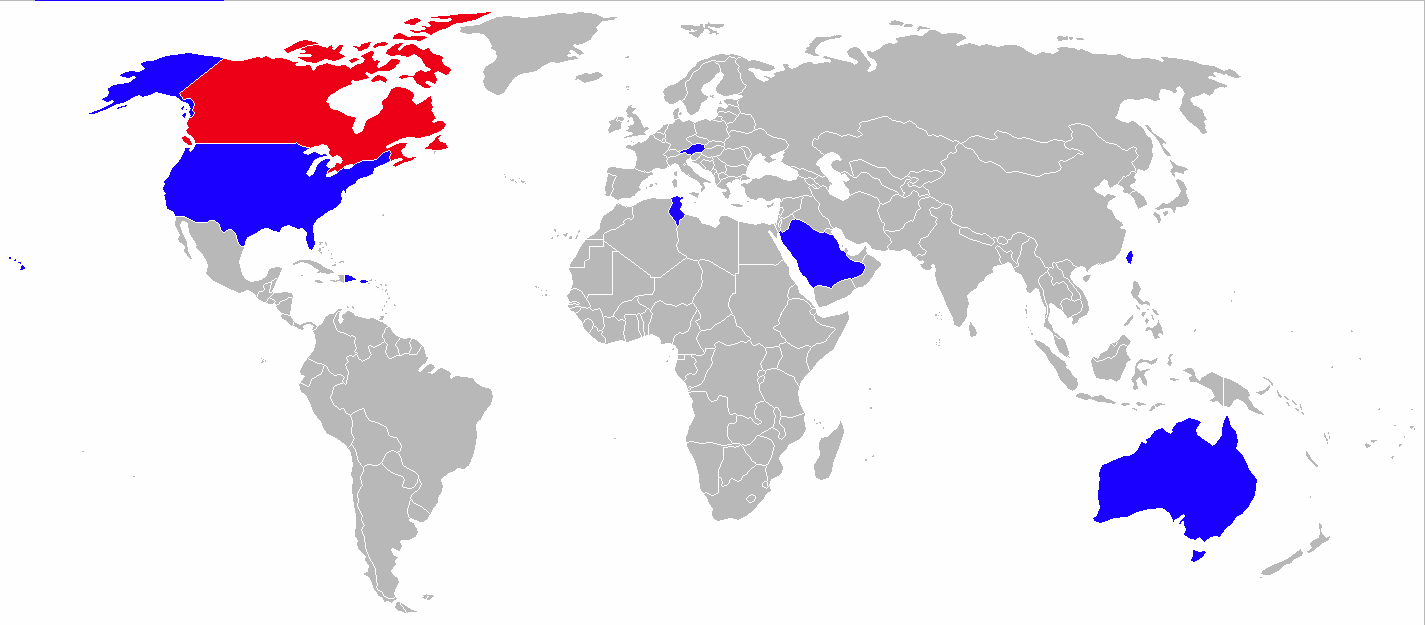
OH-58 키오와 운용국 (과거 운용국은 빨간색)

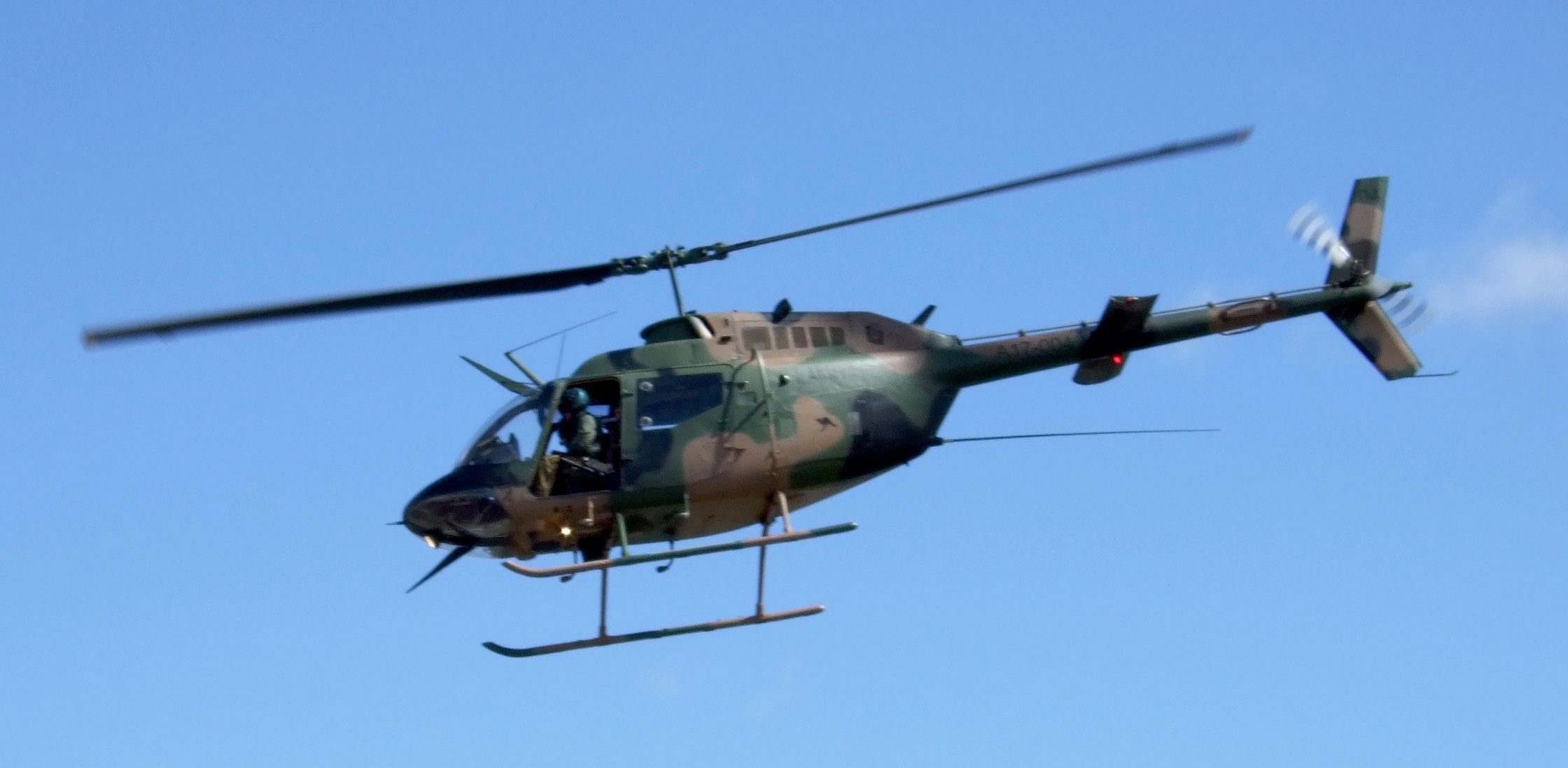
호주군 키오와

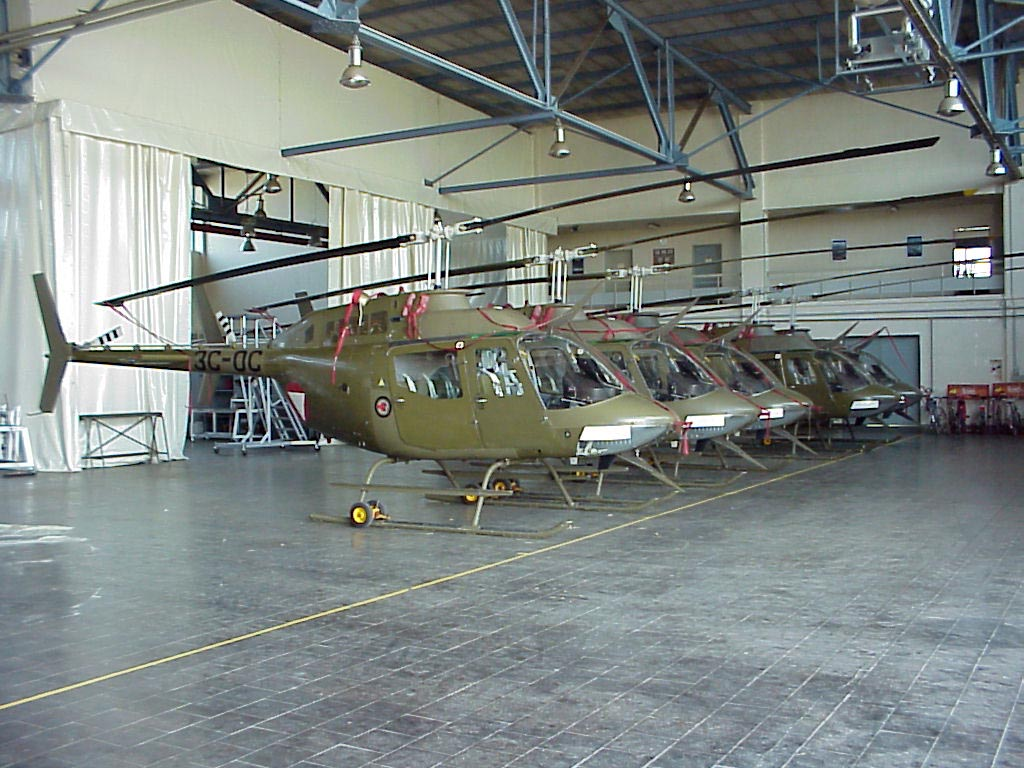
Bundesheer OH-58

OH-58D의 도면

- 호주
- 오스트리아
- 캐나다
- 대만
- 도미니카 공화국
- 사우디아라비아
- 미국

## 제원

### OH-58A
정보의 출처: U.S. Army Aircraft Since 1947
일반 특성
- 승무원: 1 pilot, 2 pilots, or 1 pilot and 1 observer
- 길이: 32 ft 2 in (9.80 m)
- 로터직경: 35 ft 4 in (10.77 m)
- 높이: 9 ft 7 in (2.92 m)
- 공허중량: 1,583 lb (718 kg)
- 최대이륙중량: 3,000 lb (1,360 kg)
- 엔진: 1× 앨리슨 T63-A-700 터보샤프트, 317 shp (236 kW)
- Fuselage length: 34 ft 4.5 in (10.48 m)

성능
- 최대속도: 120 knots (222 km/h, 138 mph)
- 순항속도: 102 knots (188 km/h, 117 mph)
- 항속거리: 299 mi (481 km, 260 nmi)
- 상승한도: 19,000 ft (5,800 m)

무장
- 기관포: M134 6연장 7.62mm 미니건 또는 M129 40mm

## 같이 보기
- 벨 206
- 휴스 OH-6 카이유스
- Bo-105